# Franciszek Black
Franciszek Ksawery Black (ur. 1881 w Warszawie, zm. 1959 w Paryżu) – polski rzeźbiarz i medalier działający na emigracji we Francji i Szwajcarii.

## Życiorys
W młodym wieku wyemigrował do Londynu, gdzie od 1901 uczęszczał do School of Decorative Wood Carving. Od 1903 był uczniem Antonina Mercié'go w École de Beaux-Arts w Paryżu. Wspólnie z Antonim Wiwulskim stworzył projekt krakowskiego Pomnika Grunwaldzkiego, jego dłuta jest figura powalonego rycerza krzyżackiego w pełnej zbroi. Pracując z Wiwulskim w latach 1907-1910 wielokrotnie odwiedzał Kraków, gdzie poznał Ignacego Jana Paderewskiego, który ceniąc zdolności Blacka zapewnił mu stypendium, które umożliwiło mu podróże studyjne po Europie, gdzie zapoznawał się z najważniejszymi kolekcjami muzealnymi. Odwiedził m.in. Muzea Watykańskie, Prado, British Museum i Pinakotekę Monachijską. W 1908 dołączył do elitarnego grona cudzoziemców, którzy zostali przyjęci do Société Nationale des Beaux–Arts. Debiutował na organizowanym przez nie Salon des Artistes Français, który odbył się na Polach Marsowych. Od tego momentu podstawą twórczości Franciszka Blacka stała się rzeźba portretowa wykonywana w różnych gatunkach rzeźbiarskich. Przed I wojną światową przeprowadził się do Lozanny i mieszkał tam do 1920, okres ten jest przez krytyków uznawany za najbardziej aktywny w całej jego twórczości. Tworzył portrety, ale nie zaprzestał rzeźbić akty kobiece i sceny rodzajowe. W 1920 powrócił do Paryża, przystąpił wówczas do Société du Salon d'Automne. W tym czasie realizował zamówienia bogatych Paryżan oraz portretował ważne postacie z polskiego życia narodowego: Juliusza Słowackiego (1927), Adama Mickiewicza (1930), Fryderyka Chopina (1934), Józefa Hoene-Wrońskiego (1936–1937), Ewelinę Hańską (1932), Władysława Mickiewicza (1926). Tworzył też rzeźby osób związanych z Ignacym Janem Paderewskim, m.in. pomnik współtwórcy Ligi Narodów Edwarda Mandella House'a (1933), który znajduje się w warszawskim Parku Skaryszewskim. Pobocznym wątkiem jego twórczości były rzeźby nagrobne, które znajdują się na paryskich cmentarzach. Do tej grupy należą pomniki Leopolda Sudre na Cmentarzu Montparnasse (1933), Józefa Hoene-Wrońskiego na cmentarzu w Neuilly-sur-Seine (1937), a także postać Chrystusa znajdująca się na grobie Eugeniusza Kucharskiego na cmentarzu Père-Lachaise (1955). Po wkroczeniu wojsk hitlerowskich do Francji wyjechał do Grenoble, pomagał Polakom, którzy działali we francuskim ruchu oporu, został za to w 1951 odznaczony Krzyżem Komandorskim Orderu „Polonia Restituta”.
Zmarł w 1959 i spoczął na polskim cmentarzu w Montmorency. W 1982 córka Franciszka Blacka Maya wypełniła jego testament i przekazała 24 rzeźby do zbiorów Muzeum Narodowego w Poznaniu. We Francji rzeźby artysty znajdują się w kolekcjach Muzeum Saint-Maur-des-Fossés oraz w Bibliotece Polskiej w Paryżu.